# Клиника Джемелли
Университетская клиника Агостино Джемелли (итал. Policlinico Universitario Agostino Gemelli) — крупная больница, находящаяся в Риме, учебная клиника медицинского факультета Католического университета Святого Сердца, самого большого в Италии частного университета. Названа по имени основателя университета, францисканца о. Агостино Джемелли (1878-1959, по светской специальности врача и психолога). Открыта в июле 1964.
Клиника принимает пациентов как на платной, так и на бесплатной (в рамках итальянской национальной системы здравоохранения). При ней имеются научно-исследовательские мощности и общежития для студентов, проходящих обучение по специальностям «медицина и хирургия», «физиотерапия» и др.
Клиника Джемелли приобрела широкую известность в понтификат Иоанна Павла II, который был доставлен туда для проведения срочной операции после попытки покушения на его жизнь в 1981 и впоследствии неоднократно возвращался туда для лечения.
В клинике имеется гибридная операционная.